# Orongia whangamoa
Orongia whangamoa là một loài nhện trong họ Orsolobidae.
Loài này thuộc chi Orongia. Orongia whangamoa được Raymond Robert Forster & Norman I. Platnick miêu tả năm 1985.